# Ilija Aračić
Ilija Aračić (* 15. November 1970 in Slavonski Brod, SFR Jugoslawien) ist ein ehemaliger kroatischer Fußballspieler und heutiger Fußballtrainer.

## Spielerkarriere
Bereits mit neun Jahren spielte er in der Jugend bei NK Ukrina Novo Selo. Mit 14 Jahren folgte der Wechsel zum Verein seines Vaters Anto Aračić NK Polet Bosanski Brod. Parallel zur Schule absolvierte er eine Ausbildung zum Technischen Zeichner. Bei Bosanski Brod erhielt er anschließend seinen ersten Profivertrag. Nach einem kurzen Intermezzo bei Slavonski Brod folgte der Wechsel zu NK Rijeka.
Aufgrund des Jugoslawienkrieges verließ er Kroatien und unterschrieb einen Vertrag beim Chemnitzer FC. Trotz des Abstiegs in die Regionalliga machte er Tennis Borussia auf sich aufmerksam, woraufhin er 1997 nach Berlin wechselte. Beim Überraschungserfolg im Oktober 1998 von Tennis Borussia gegen Hertha BSC im DFB-Pokal erzielte Aračić zwei Tore zum 4:2-Endstand. Nur zwei Monate später unterschrieb er einen Vertrag beim Ortsrivalen und traf dort gleich in seinem ersten Spiel gegen Borussia Dortmund zweimal. Bei Hertha spielte er unter anderem siebenmal in der Champions League, konnte sich aber gegen die starke Konkurrenz im Sturm nicht durchsetzen, weshalb er im Jahr 2000 zu Arminia Bielefeld wechselte.

## Trainerkarriere
2004 begann Aračić seine Trainerkarriere im Jugendbereich des FC Augsburg. Später übernahm er die U19 der Augsburger und wurde außerdem für das Schul- und Techniktraining Vereins zuständig. Er schloss, nachdem er bereits die A-Lizenz erworben hatte, im März 2011 den DFB-Fußball-Lehrer-Lehrgang erfolgreich ab und erhielt somit eine UEFA-Pro-Lizenz.
Zum 1. Januar 2012 übernahm Ilija Aračić die U19 des VfB Stuttgart. Am 31. Oktober 2012 verlängerte er seinen Vertrag als U19-Trainer beim VfB bis Ende Juni 2014. Obwohl sein Vertrag später gar bis 2017 verlängert wurde, endete sein Engagement in Stuttgart nach der Saison 2014/15. Im September 2016 wurde er Trainer des Regionalligisten FV Illertissen.
Aračić kehrte am 30. Januar 2018 zum VfB Stuttgart zurück und wurde dort genauso wie sein neuer Kollege Steven Cherundolo Assistent des Cheftrainers Tayfun Korkut. Am 7. Oktober 2018 wurde Aračić zusammen mit Korkut und Cherundolo von seinen Aufgaben freigestellt.
Ende November 2021 übernahm Korkut den Bundesligisten Hertha BSC und Aračić wurde erneut sein Co-Trainer. Am 13. März 2022 wurden beide beurlaubt.